# Belemnia pavonia
Belemnia pavonia är en fjärilsart som beskrevs av Forbes 1939. Belemnia pavonia ingår i släktet Belemnia och familjen björnspinnare. Inga underarter finns listade i Catalogue of Life.